# Clavus basipunctatus
Clavus basipunctatus é uma espécie de gastrópode do gênero Clavus, pertencente a família Drilliidae.